# Eugenia xiriricana
Eugenia xiriricana är en myrtenväxtart som beskrevs av Joáo Rodrigues de Mattos. Eugenia xiriricana ingår i släktet Eugenia och familjen myrtenväxter. Inga underarter finns listade i Catalogue of Life.